# Rosa Mayreder

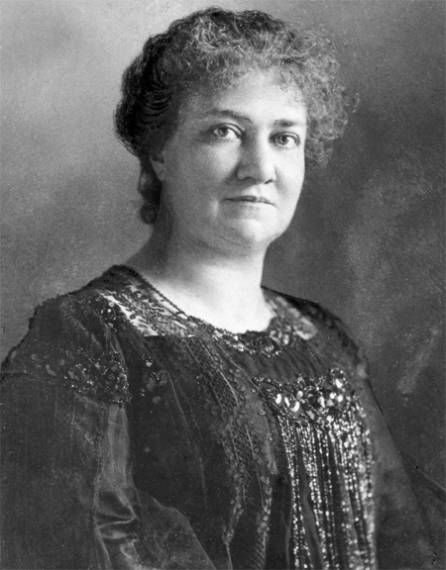
Rosa Mayreder (1905)

Rosa Mayreder (Pseudonym: Franz Arnold) (* 30. November 1858 in Wien, Kaisertum Österreich als Rosa Obermayer; † 19. Jänner 1938 ebenda) war eine österreichische Schriftstellerin, Frauenrechtlerin, Kulturphilosophin, Librettistin, Musikerin und Malerin.

## Leben

Rosa Mayreder mit etwa 16 Jahren

Rosa Mayreder, geb. Obermayer, war als eines von zwölf Geschwistern die Tochter des wohlhabenden Wiener Gastwirts Franz Obermayer vom Winterbierhaus. Sie besuchte private Mädcheninstitute, erhielt gemeinsam mit ihren Brüdern Unterricht bei Hauslehrern und konnte sich von Jugend an als Malerin und Schriftstellerin betätigen. Sie liebte die Wissenschaft und kämpfte früh gegen den männlichen Primat in der Bildung.
Da Rosa Mayreder selbst nur privat Kunstunterricht erhalten hatte, und es in ihrer Jugend auch keine entsprechenden Schulen für Mädchen gab, gründete sie 1897 gemeinsam mit Olga Prager und Karl Federn den Verein „Kunstschule“, in dem Mädchen und junge Frauen als Künstlerinnen und Grafikerinnen ausgebildet wurden. Auch wenn Rosa Mayreder zunächst als Malerin arbeitete und bereits 1891 erstmals im Wiener Künstlerhaus ausstellte, legte sie später in erster Linie den Schwerpunkt auf ihr schriftstellerisches Wirken.
Selbst ging sie zunächst von Anthropologie und Physik aus, stieß aber bald auch auf die besondere Bedeutung der Sprache. Mit 37 Jahren brachte sie gemeinsam mit Hugo Wolf die Oper „Der Corregidor“ (nach der Novelle „Der Dreispitz“ von Alarcon) heraus, deren Libretto sie verfasst hatte; sie gehörte zu Wolfs Förderinnen. Unter dem Pseudonym Franz Arnold schrieb sie als Kunstkritikerin für die „Neue Freie Presse“.
1881 heiratete Rosa ihren Jugendfreund, den Architekten und späteren Rektor der Technischen Hochschule Wien, Karl Mayreder. Bei der Frauenrechtlerin Marie Lang lernte sie Anfang der 1890er Jahre Marianne Hainisch kennen und gründete 1893 den Allgemeinen Österreichischen Frauenverein mit, deren Vorstandsmitglied und Vizepräsidentin sie wurde. Ab 1899 gab sie gemeinsam mit Marie Lang und Auguste Fickert die Zeitschrift Dokumente der Frauen heraus.
Sie stand auch mit der Komponistin Mathilde Kralik von Meyrswalden in Kontakt. In einem Brief vom 13. Mai 1936 schrieb die Komponistin ihr einen Brief, hier ein Auszug: „Sehr verehrte Frau, Ich bin entzückt von Ihren herrlichen Sonetten, die gleicherweise formvollendet und gedankentief und so reich an Sprachschönheit sind, dass sie schon die Musik in sich tragen …“
In ihren Büchern, aber auch in Gesprächen, die sie in ihren Tagebüchern niederlegte, versuchte sie als Kulturschaffende, ein gleichwertiges Verhältnis der Geschlechter durchzusetzen, durch das weder der Mann die Frau noch diese den Mann nur körperlich begehrt. Mit ihrem Ansinnen stieß sie in literarischen Kreisen auf Anerkennung und Zustimmung. Ihre Gegner sah sie vor allem unter Vertretern der Medizin, die von Mayreder als ein Hort seelischer Willkür und der Herabwürdigung von Frauen zum Sexualobjekt empfunden wurde. Sie wandte sich gegen die Diskriminierung ihres Geschlechts und die bestehende Doppelmoral. 1895 unterzeichnete Mayreder, gemeinsam mit Auguste Fickert und Marie Lang, eine Erklärung des Allgemeinen Österreichischen Frauenvereins mit dem Titel „Petition um Zulassung der Frauen zum medizinischen Studium und um Freigebung der ärztlichen Praxis an weibliche Doctoren“. Mayreders Werke fanden weite Verbreitung und wurden auch ins Englische übertragen.
Auf der letzten herausgegebenen 500-Schilling-Banknote fand sich neben ihrem Abbild das Zitat „Die beiden Geschlechter stehen in einer zu engen Verbindung, sind voneinander zu abhängig, als dass Zustände, die das eine treffen, das andere nicht berühren sollten“ (1905). Allerdings liebte Rosa Mayreder selbst durchaus auch großbürgerliche Sitten, die sie mit ihren inneren Anliegen in eins zu verschmelzen suchte.
Ambivalent blieb ihr Verhältnis zu Rudolf Steiner: zeigt der gemeinsame Briefwechsel ein echtes Angezogensein, so sind die Tagebucheintragungen von Missfallen an der Ferne des – wenn auch als Schriftsteller für bedeutend gehaltenen – Jugendgefährten vom Praktischen geprägt.
Mayreder, die selbst zuerst als Malerin tätig gewesen war, gründete in den Jahren vor dem Ersten Weltkrieg mit Olga Prager, Ernestine Federn und deren Sohn Karl Federn die „Kunstschule für Frauen und Mädchen“ (später umbenannt in Wiener Frauenakademie). Zu ihren engen Wegbegleitern zählte der Wiener Frauenarzt und 1907 Begründer des Mutterschutzes in Österreich, Hugo Klein (1863–1937).
Vor und während des Krieges engagierte sie sich gemeinsam mit Bertha von Suttner in der Friedensbewegung und wurde 1919 Vorsitzende der „Internationalen Frauenliga für Frieden und Freiheit“ (IFFF), obwohl sie durch die Pflege ihres psychisch erkrankten Mannes ab 1912 in ihrer Arbeit stark eingeschränkt war. Sie kritisierte alle Formen des Militarismus, den sie als typisch männliches Machwerk sah. In den Jahren nach dem Ersten Weltkrieg konstatierte Mayreder scharfsichtig einen kulturellen Rückschritt ins 19. Jahrhundert.
1928 wurde Rosa Mayreder die Auszeichnung als „Ehrenbürgerin der Stadt Wien“ zugesagt, nachdem sie sich aber öffentlich zu ihrem jüdischen Großvater bekannt hatte, wurde sie nur als Bürgerin ehrenhalber der Stadt Wien gewürdigt.
Rosa Mayreder starb am 19. Jänner 1938 im 80. Lebensjahr in Wien. Anita Augspurg und Lida Gustava Heymann schrieben in einem Nachruf:

„Ihre Bücher geben unzähligen Frauen die schon verlorengeglaubte Selbstachtung zurück, sie wurden sich wieder des eigenen Wertes für die Menschheit bewußt, waren bereit, Vergewaltigung und Knechtschaft unserer Männer abzuschütteln, den Kampf für die Befreiung der Frau aufzunehmen. Wo dieses heiligen, die Welt umspannenden Kampfes gedacht wird, steht Ihr Name mit an erster Stelle… […] Ihr Menschentum hielt stand vor tiefstem Leid, gestaltete sich immer höher und köstlicher – das ist es, was Freunde in höchster Bewunderung zu Ihnen aufblicken läßt.“

Sie ist in der auf dem Wiener Zentralfriedhof in der ersten Reihe hinter der Friedhofskirche zum heiligen Karl Borromäus gelegenen Familiengrabstätte „Mayreder“ an der Seite ihres Ehegatten Karl, ihrer Schwiegereltern Leopold und Henriette Mayreder (Besitzer des berühmten Hotels Matschakerhof in Wien I, Spiegelgasse 5/Seilergasse 7), ihres Schwagers, des Architekten Julius Mayreder und ihrer Schwägerinnen beerdigt.

## Ehrungen
Nach Rosa Mayreder wurde das 1999 gegründete Rosa Mayreder College in Wien benannt, das sich der feministischen Bildungsarbeit widmet. Im Jahr 1965 wurde in Wien-Donaustadt (22. Bezirk) die Mayredergasse nach ihr benannt. Nahe dem Karlsplatz befindet sich seit 2005 der Rosa-Mayreder-Park.
Ihr Konterfei war auf der 500-Schilling-Banknote von 1997 zu sehen. Die Rückseite der Banknote zeigt Porträtfotos von Rosa und Karl Mayreder sowie ein Gruppenbild der Teilnehmerinnen des Bundestags Österreichischer Frauenvereine in Wien 1911.

## Werke
Essays und Aufsätze
- Zur Kritik der Weiblichkeit. Essays. Diederichs, Jena 1905/1907/1922.
- Zur Kritik der Weiblichkeit. Essays. Mandelbaum, Wien 1998; Neuausgabe mit einem Nachwort von Eva Gerber.
- Der typische Verlauf sozialer Bewegungen. Vortrag, gehalten am 9. Mai 1917 in der Soziologischen Gesellschaft zu Wien. Anzengruber, Wien 1917; Neuausgabe: Braumüller, Wien 1926.
- Die Frau und der Internationalismus. Frisch, Wien 1921.
- Geschlecht und Kultur. Essays. Diederichs, Jena 1923
 Neuausgabe, hrsg. von Eva Geber. Mandelbaum/AUF-edition, Wien 1998.
- Askese und Erotik. Essays. Diederichs, Jena 1926
 Neuausgabe (Ideen der Liebe, Krise der Ehe), hrsg. von Tatjana Popović. Verlag am Goetheanum, Dornach 2001.
- Ideen der Liebe. Diederichs, Jena 1927.
- Mensch und Menschlichkeit. Braumüller, Wien 1928.
- Die Krise der Ehe. Diederichs, Jena 1929.
- Der letzte Gott. Cottasche Buchhandlung, Stuttgart 1932
 Neuausgabe, hrsg. von Tatjana Popović, mit einer Einleitung von Hermann Böhm. Böhlau, Wien 2008.
- Die Krise der Väterlichkeit. Auszüge aus Schriften Rosa Mayreders, hrsg. von Käthe Braun-Prager. Stiasny, 1963.
- Zur Kritik der Weiblichkeit. Essays
 Auszüge, hrsg. von Hanna Schnedl-(Bubenicek). Frauenoffensive, München 1982
 Erweiterte Neuausgabe, hrsg. von Eva Geber. Mandelbaum/AUF-edition, Wien, 1998
 Neuauflage, hrsg. von Eva Geber. Mandelbaum, Wien, 2018, ISBN 978-3-85476-559-2.
- Rosa Mayreder oder Wider die Tyrannei der Norm. Auszüge, hrsg. von Hanna (Schnedl)-Bubenicek. Böhlau, Wien 1986.

Erzählende Prosa
- Aus meiner Jugend (3 Novellen). Pierson, Dresden 1896; 2. Auflage: Heller, Wien 1908
 Neudruck der Novelle Sonderlinge: Hillger, Berlin 1921.
- Übergänge. Novellen. Pierson, Dresden 1897; 2. Auflage: Heller, Wien 1908.
- Idole. Geschichte einer Liebe. S. Fischer, Berlin 1899.
- Pipin. Ein Sommererlebnis. Seemann, Leipzig 1903; 2. Auflage: Heller, Wien 1908.
- Fabeleien über göttliche und menschliche Dinge. Anzengruber, Wien 1921
 Neuausgabe zum 155. Geburtstag Mayreders, hrsg. unter Beigabe von Zeitdokumenten, mit Anmerkungen und Erläuterungen versehen von Simone Stefanie Klein. edition libica, Wien 2013, ISBN 978-3-9503701-0-2.
- Traugott Wendelin (vorm. Sonderlinge). Eine Novelle von Rosa Mayreder, hrsg. Tatjana M. Popović, in BOD (Books on Demand), Norderstedt/Germany, Juni/August 2015.

Libretto
- Der Corregidor. Oper. Musik (1895/96): Hugo Wolf. UA 1896. – Neufassung (1896/97). UA 1898.

Theaterstücke
- Anda Renata. Mysterium in zwei Teilen (zwölf Bildern). Krey, Wien 1932.
- Diana und Herodias. Ein mythisches Spiel. Privatdruck 1937.

Aphorismen, Gedichte
- Zwischen Himmel und Erde. Sonette. Jena, Eugen Diederichs 1908.
- Gaben des Erlebens. Aphorismen, Darmstädter Verlag 1935.
- Aschmedais Sonette an den Menschen. Privatdruck 1937
 Neuausgabe zum 160. Geburtstag Mayreders, hrsg. unter Beigabe von Illustrationen und einem philosophischen Essay von Simone Stefanie Klein. edition libica, Wien 2018, ISBN 978-3-903137-21-9.

Memoiren, Tagebücher, Briefe
- Briefe an Rosa Mayreder von Hugo Wolf. Nachwort von Rosa Mayreder. Rikola Verlag 1921.
- Das Haus in der Landskrongasse. Jugenderinnerungen
 Hrsg. von Käthe Braun-Prager. Mensa, Wien 1948
 Hrsg. von Eva Geber. Mandelbaum/AUF-Edition, 1998.
- Tagebücher 1873–1937. Hrsg. von Harriet Anderson, Insel, Frankfurt 1988.
- Mein Pantheon. Lebenserinnerungen, hrsg. von Susanne Kerkovius, Dornach 1988.
- „Meine theuren, fernen Freundinnen“. Briefe an Ellen Kleman und Klara Johanson, hrsg. von Karin Bang. Text & Kontext, Kopenhagen 2004.